# Finales de la NBA de 1991

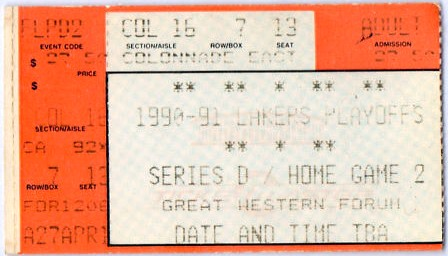
Entrada para el partido 4 de las finales en el Great Western Forum.

Las Finales de la NBA de 1991, fueron las series definitivas, de los playoffs de 1991 y suponían la conclusión de la temporada 1990-91 de la NBA, con victoria de Chicago Bulls, campeón de la Conferencia Este, sobre Los Angeles Lakers, campeón de la Conferencia Oeste. Estas fueron las primeras Finales, retransmitidas por el canal NBC, tras 17 años con la CBS.
Las finales de 1991, fueron las primeras Finales de Michael Jordan y las últimas de Magic Johnson. Los Bulls ganaron las series por 4-1, con Jordan premiado con el MVP de las Finales, promediando 31.2 puntos con un 56% en tiros de campo, 11.4 asistencias, 6.6 rebotes, 2.8 robos de balón y 1.4 tapones.
El documental de la temporada, llamado "Learning to Fly", repasa la campaña del primer campeonato de los Bulls, narrado por Jeff Kaye (quien también es locutor, en las películas de la NFL). La canción del documental, es "Learning to Fly" de Tom Petty and the Heartbreakers.

## Resumen
| Equipo              | Partido 1 | Partido 2 | Partido 3 prórroga | Partido 4 | Partido 5 | Total |
| ------------------- | --------- | --------- | ------------------ | --------- | --------- | ----- |
| Chicago (Este)      | 91        | 107       | 104 (92)           | 97        | 108       | 4     |
| Los Ángeles (Oeste) | 93        | 86        | 96 (92)            | 93        | 101       | 1     |

## Camino a las Finales

### Chicago Bulls
Chicago Bulls y Detroit Pistons, tuvieron una gran rivalidad, a finales de los años 1980 y principios de los años 1990. En 1988, tras derrotar a Boston Celtics, los Pistons perdieron ante Los Angeles Lakers, antes de lograr el primer campeonato en 1989 y repetir en 1990.
La temporada 1988-89, fue la segunda temporada consecutiva, con importantes movimientos en el verano (después de lograr 50 victorias en temporada regular y perder ante los Pistons, en cinco partidos en las Semifinales de la Conferencia Este) para Chicago Bulls. El ala-pívot Charles Oakley, quien lideró la liga, en rebotes totales en 1987 y 1988, fue traspasado a los New York Knicks, a cambio del pívot Bill Cartwright y una elección de draft, que usaron para escoger a Will Perdue. El quinteto inicial, estaba completado por John Paxson, Michael Jordan, Scottie Pippen, Horace Grant y Bill Cartwright, ganando menos partidos que la temporada anterior, pero llegando hasta las Finales de Conferencia, donde cayeron ante los eventuales campeones de la NBA, que fue precisamente los Pistons.
En la 1989-90, Jordan lideró la liga en anotación por cuarto año consecutivo, y compartió equipo en el All-Star con Scottie Pippen, por primera vez. También hubo un cambio importante en el banquillo, siendo Doug Collins reemplazado por su asistente Phil Jackson, un especialista en el triángulo ofensivo. Los Bulls eligieron, en el draft de 1989, al pívot Stacey King y al base B.J. Armstrong. Los Bulls alcanzaron de nuevo, las Finales de Conferencia y fueron eliminados, por tercer año consecutivo por los Pistons, en siete partidos.
A finales de los años 1980 y principios de los años 1990, ningún equipo podía frenar a Jordan, hasta el advenimiento de los "Bad Boy" Pistons, conocidos así por sus tácticas físicas y callejeras. El entrenador de los Pistons Chuck Daly, desarrolló una estrategia específica, a la que llamó "Reglas de Jordan", para parar al máximo anotador de la liga. Los principales protagonistas del estilo de juego de Detroit Pistons, fueron Dennis Rodman y Bill Laimbeer, conocidos respectivamente como "El Gusano" y "El Príncipe de las Tinieblas", en algunos pabellones de la NBA, así como el escolta Joe Dumars, quien casi siempre, se encargaba de la defensa personal del 23 de los bulls.
En 1991, la rivalidad entre los dos equipos, llegó a su clímax cuando los Bulls, barrieron a los Pistons (4-0), en las Finales de Conferencia y accedieron a las Finales de la NBA. En el cuarto y último encuentro de la serie, los jugadores de los Pistons se marcharon a los vestuarios, a falta de 8 segundos para el final, con el objetivo de no felicitar, a los nuevos campeones del Este.

### Los Angeles Lakers
También en la temporada 1989-90, Magic Johnson se convirtió en el máximo asistente, en la historia de la liga, superando a Oscar Robertson. El novato entrenador de los Lakers Mike Dunleavy, Sr., quien reemplazó a Pat Riley, fue capaz de llevar al equipo, a las Finales. Un año antes, los Lakers parecieron adaptarse bien, a la ausencia de Kareem Abdul-Jabbar. El nuevo pívot Vlade Divac, ayudó al equipo a ganar 63 partidos y el noveno campeonato de división consecutivo, y Magic logró otro premio MVP. Sin embargo, Phoenix Suns eliminó a los Lakers, en la segunda ronda de los playoffs. 
En la temporada 1990-91, Portland Trail Blazers, que defendía su conidición de campeón del Oeste, logró 63 victorias, el mejor balance en la liga y en su historia. El equipo dio fin, al reinado de los Lakers, en la División Pacífico y logró la ventaja de campo en playoffs. Los Blazers se deshicieron fácilmente, de sus oponentes en playoffs, pero su temporada finalizó cuando los Lakers, les derrotaron en seis partidos en las Finales de Conferencia.

## Resumen de los partidos

### Partido 1
| 2 de junio                                | Los Angeles Lakers                                                                                       | 93–91                    | Chicago Bulls                                                                              |                                                              |  |  |
|                                           | Parciales: 29-30, 22-23, 24-15, 18-23                                                                    |                          |                                                                                            |                                                              |  |  |
|                                           | Estadísticas Worthy 22; Perkins 22; Johnson 19 Divac 14; Johnson 10 Johnson 11; Scott 2 Tapones: Divac 3 | Recap Pts Reb Asts Otros | Estadísticas Jordan 36; Pippen 19 Grant 10; Jordan 8 Jordan 12; Pippen 5 Tapones: Pippen 2 | Pabellón: Chicago Stadium, Chicago, Illinois Televisión: NBC |  |  |
| Los Angeles Lakers lideraba la serie, 1-0 | |                          |                                                                                            |                                                              |  |  |
|                                           | |                          |                                                                                            |                                                              |  |  |

### Partido 2
| 5 de junio                           | Los Angeles Lakers                                                                                                | 86–107                   | Chicago Bulls                                                                                          |                                                              |  |  |
|                                      | Parciales: 23-28, 20-20, 26-38, 17-21                                                                             |                          | |                                                              |  |  |
|                                      | Estadísticas Worthy 24; Divac 16; Johnson 14 Johnson 7; Green 7 Johnson 10; Divac 5 Pérdidas: Worthy 4; Johnson 4 | Recap Pts Reb Asts Otros | Estadísticas Jordan 33; Pippen 20; Grant 20 Jordan 7; Perdue 7 Jordan 13; Pippen 10 Pérdidas: Pippen 5 | Pabellón: Chicago Stadium, Chicago, Illinois Televisión: NBC |  |  |
| Chicago Bulls igualaba la serie, 1-1 | |                          | |                                                              |  |  |
|                                      | |                          | |                                                              |  |  |

### Partido 3
| 7 de junio                           | Chicago Bulls                                                                                                | 104–96                   | Los Angeles Lakers                                                                                       |                                                                        |  |  |
|                                      | Parciales: 25-25, 23-22, 18-25, 26-20 (T.E.: 12-4)                                                           |                          | |                                                                        |  |  |
|                                      | Estadísticas Jordan 29; Grant 22; Pippen 19 Pippen 13; Grant 11 Jordan 9; Pippen 5 Robos: Jordan 4; Pippen 4 | Recap Pts Reb Asts Otros | Estadísticas Perkins 25; Divac 24; Johnson 22 Perkins 9; Divac 7 Johnson 10; Worthy 4 Tapones: Perkins 5 | Pabellón: Great Western Forum, Los Ángeles, California Televisión: NBC |  |  |
| Chicago Bulls lideraba la serie, 2-1 | |                          | |                                                                        |  |  |
|                                      | |                          | |                                                                        |  |  |

### Partido 4
| 9 de junio                           | Chicago Bulls                                                                          | 97–82                    | Los Angeles Lakers                                                                           |                                                                        |  |  |
|                                      | Parciales: 27-28, 25-16, 22-14, 23-24                                                  |                          |                                                                                              |                                                                        |  |  |
|                                      | Estadísticas Jordan 28; Paxson 15 Pippen 9; Grant 7 Jordan 13; Pippen 6 Robos: Grant 2 | Recap Pts Reb Asts Otros | Estadísticas Divac 27; Johnson 22 Divac 11; Perkins 10 Johnson 11; Worthy 2 Tapones: Divac 3 | Pabellón: Great Western Forum, Los Ángeles, California Televisión: NBC |  |  |
| Chicago Bulls lideraba la serie, 3-1 |                                                                                        |                          |                                                                                              |                                                                        |  |  |
|                                      |                                                                                        |                          |                                                                                              |                                                                        |  |  |

### Partido 5
| 12 de junio                      | Chicago Bulls | 108–101                  | Los Angeles Lakers                                                                                         |                                                                        |  |  |
|                                  | Parciales: 27-25, 21-24, 32-31, 28-21                                                                                 |                          | |                                                                        |  |  |
|                                  | Estadísticas Pippen 32; Jordan 30 Pippen 13; Cartwright 8 Jordan 10; Pippen 7; Cartwright 7 Robos: Pippen 5; Jordan 5 | Recap Pts Reb Asts Otros | Estadísticas Perkins 22; Campbell 21 Johnson 11; Perkins 9 Johnson 20; Perkins 3; Divac 3 Tapones: Divac 4 | Pabellón: Great Western Forum, Los Ángeles, California Televisión: NBC |  |  |
| Chicago Bulls ganó la serie, 4-1 | |                          | |                                                                        |  |  |
|                                  | |                          | |                                                                        |  |  |